# NK Žiri
Nogometni klub Žiri (tiếng Việt: Câu lạc bộ bóng đá Žiri), thường hay gọi NK Žiri hoặc đơn giản Žiri, là một câu lạc bộ bóng đá Slovenia, thi đấu ở thị trấn Žiri. Câu lạc bộ được thành lập năm 1973.

## Danh hiệu
- Giải bóng đá hạng tư quốc gia Slovenia: 2

2001–02, 2017–18